# Cisambeng
Cisambeng is een bestuurslaag in het regentschap Majalengka van de provincie West-Java, Indonesië. Cisambeng telt 4159 inwoners (volkstelling 2010).